# Krásna
Krásna  (între 1927 - 1976 era denumită „Krásna nad Hornádom” iar până în anul 1927 purta numele de Syplak; maghiară Abaszéplak) este un oraș din Slovacia. Din anul 1976 aparține de orașul Košice, districtul Košice IV din Slovacia de est. El este situat pe malul râului Hornád, fiind amintit pentru prima oară în anul 1912 sub denumirea de Zeploc.